# 野津道貫
野津 道貫（のづ みちつら / どうがん、1841年12月31日〈天保12年11月30日〉 - 1908年〈明治41年〉10月18日）は、日本の陸軍軍人。東部都督、教育総監、第4軍司令官を歴任した。最終階級は元帥陸軍大将。正二位大勲位功一級侯爵。兄に陸軍中将・野津鎮雄がいる。

## 生涯

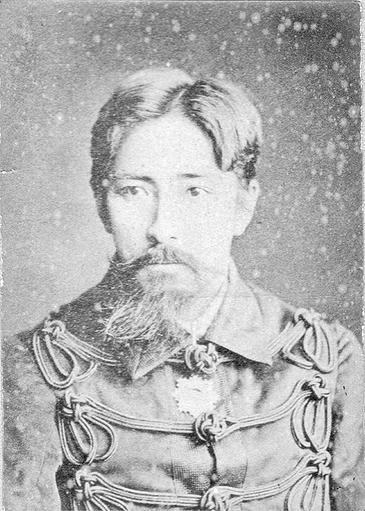
陸軍少将時代の野津道貫

鹿児島城下高麗町の下級藩士・野津鎮圭の三男として生まれる。通称は七次。諱は道貫。幼くして両親を亡くした。薬丸兼義に薬丸自顕流を学ぶ。戊辰戦争に6番小隊長として参加。その活躍がめざましく、鳥羽・伏見の戦いから会津戦争、二本松の戦い、次いで箱館戦争に参戦。
明治4年（1871年）3月、藩兵3番大隊付教頭として上京し御親兵となる。同年7月、陸軍少佐に任じられ2番大隊付となる。明治5年（1872年）8月、陸軍中佐に昇進し近衛局分課に勤務。陸軍省第2局副長を経て、1874年（明治7年）1月、陸軍大佐に進級し近衛参謀長心得に就任。1876年（明治9年）7月から10月までフィラデルフィア万国博覧会に出張。1877年（明治10年）2月、西南戦争に政府軍第2旅団参謀長として出征。同年5月から8月まで豊後国指揮官を務めた。その後、日本陸軍上層部の一人となる。
1878年（明治11年）11月、陸軍少将に昇進し陸軍省第2局長に就任。その後、東京鎮台司令長官、同鎮台司令官を歴任。1884年（明治17年）2月から翌年1月まで陸軍卿・大山巌の欧州出張に随行。同年7月、子爵を叙爵し華族となる。1885年（明治18年）2月から4月まで清国に出張。同年5月、陸軍中将に進み広島鎮台司令官に就任。
1888年（明治21年）5月、第5師団長に親補され、1894年（明治27年）8月、日清戦争に出征。さらに第1軍司令官に転じた。1895年（明治28年）3月、陸軍大将となり、同年8月、伯爵を叙爵。11月、近衛師団長に親補され、東京防禦総督、東部都督、教育総監、軍事参議官を歴任。
1904年（明治37年）6月、第4軍司令官に就任し、日露戦争に参戦。1906年（明治39年）1月、元帥の称号を戴くまでに至る。
1907年（明治40年）9月21日、侯爵に陞爵して貴族院侯爵議員に就任し、死去するまで在任した。1908年（明治41年）10月6日、大勲位菊花大綬章を受ける。同年10月18日、幽門閉塞により薨去。兄鎮雄と同じ青山霊園の墓所に葬られた。

## エピソード
- 少年時代、仲間達と剣術の稽古に向かう途中で泥棒を捕まえたことがあった。仲間達が「官憲に突き出そう」というのを制し、野津少年は「それよりは早速ここで成敗してしまったほうがよい」といって、仲間達のふんどしを集めて結び合わせ、それで泥棒を松の木に縛り上げ、そのまま稽古に行ってしまった。
- 野津は若い頃、兄・野津鎮雄とともに薩摩藩士・奈良原繁（後の沖縄県知事）の家で書生をしていた。年末のあるとき奈良原家で人を集めて餅をつこうとしたところ、野津兄弟は「そんな大人数は要らない。二人で十分だ」といって、未明から夕暮れまで休まず二人ですべての餅をつきあげてしまった。さらに餅56人分を二人で平らげたのには薩摩屈指の剣豪として知られた奈良原も驚き「この二人が軍人になったら間違いなく大将の器だ」と公言するようになった。
- 野津兄弟は同じ高麗町生まれの大久保利通、吉井友実、奈良原喜左衛門、奈良原繁と親しく付き合い、のちに誠忠組に名を連ねることになる。誠忠組に名はないが、道貫の義兄弟になる高島鞆之助は吉井友実の従弟で同じく高麗町出身。[7]
- 慶応2年から3年にかけて、京都の藩邸で薩摩藩の兵学師範であった上田藩士の赤松小三郎より英国式兵学を叩き込まれる。赤松は帰郷する直前の慶応3年9月3日に中村半次郎（桐野利秋）らによって暗殺されたが、野津は恩師を暗殺された無念さから仇討を企図した。有馬藤太はその回顧録（『維新史の片鱗』）で「野津などは仇討を企てたものだが、トートー分からずに仕舞に成った」と述べているが、おそらく野津は分かっていたのであろう。西南戦争の折、苦渋の中でもなお桐野や西郷と戦ったのには、このときの無念さが背景にあるのかも知れない。
- 戊辰戦争の宇都宮城戦で大鳥圭介率いる幕府軍と対峙した野津は、会戦まもなく戦わずして兵を下げた。そのことを他の薩摩藩士に誹られると「自分は大鳥の訳本で西洋兵学を学んだ。間接的とはいえ彼は師であるので恩に報いるため兵を引いたのだ」と説明した。
- 薩英戦争において大山巌らと共に英国艦船に突入しようとしたほど勇猛で知られていた野津だが、日本の内戦である戊辰戦争には内心乗り気でなかったらしく「うつ人もうたるる人もあはれなり ともに御国の人と思へば」と詠い、この戦いを嘆いた。しかし皮肉なことに、この時の野津の活躍ぶりが高く評価されたため、この後、薩摩人の野津にとってはさらに辛い西南戦争で否応なく官軍主力を預かることになる。
- 二本松の戦いにて大壇口進軍の際、番所前の茶屋にて待ち構えていた六番組大砲方銃士隊の山岡栄治恵行26歳、青山助之丞正誼21歳の2名の襲撃を受け、部下9名以上を斃された。明治31年、同地を訪れた野津は2名を称賛し、明治33年には二勇士戦死之碑を建立している[8]。
- 西南戦争では兄・鎮雄とともに、田原坂の戦いなどで大きな戦功を挙げ、後の地位を確たるものにした。しかし、野津はかつての師・西郷隆盛や同郷同輩と戦い、自らの部下も多く失ったこの戦いがよほど心痛だったらしく「田原坂では刀帯で弾が止まって命拾いした」などと断片を述べる程度でほとんど沈黙してしまった。一方でひそかに戦死した部下の名前を連ねて掛け軸にし、居室に掲げて毎日弔っていたという。
- 1866年に兄・鎮雄の子である志和が死去した[9]後、兄夫婦に子ができなかったため道貫が養子になりその名跡（子爵位）を継いでいる。[10]次男に兄と同じ名を付けたのはそのためである。自分の家系は長男、鎮虎に継がせ分家とした。[11]
- 野津は日清戦争に当初第5師団長として従軍し、山縣有朋が病で退いた後は第1軍司令官に就いた（第2軍司令官は大山巌、野津の後任師団長は奥保鞏）。野津は奇襲の名手としてこの戦役最大の戦功を挙げ、もともと野津を気に入っていた明治天皇などは「朕深ク之ヲ嘉賞ス」など異例の三度の勅語をもって賞賛した。

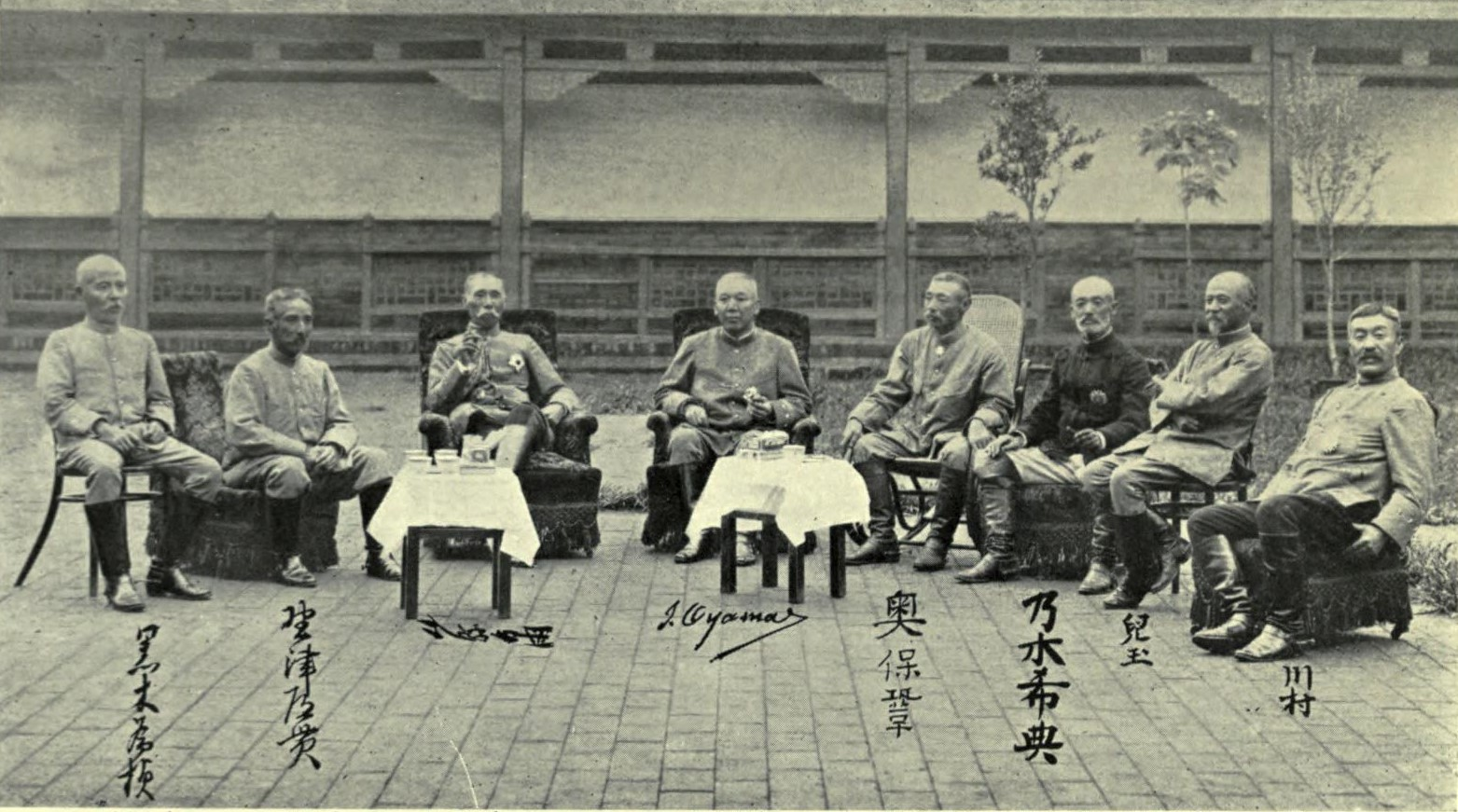
日露戦争における二元帥六大将
（左から2人目が野津道貫）

- 日露戦争開戦となり、満洲軍総司令官として当初は大本営を統括するはずだった大山が就任するにあたり、山縣が「出先（満洲）は野津に任せればよいのに」といったところ、大山は「そりゃあ戦なら七次どんのほうがいいでしょう」と答えた。大本営首脳部では野津・奥・黒木・乃木の軍司令官の中では野津を筆頭格とみていたようである。
- 野津と黒木為楨はともに鳥羽・伏見の戦い以来の古参であり、お互いを意識し合うライバル関係にあるといわれ、大山もそのことを気遣って自らが満洲軍総司令官の任に就いたのであるが、黒木第1軍が日本陸軍の先鋒として鴨緑江に進軍することが決定した際、野津は自ら黒木軍の司令部を訪れた。黒木は外出して不在であったが野津は「黒木に渡してくれ」と、日清戦争時に自分が使っていた鴨緑江周辺の地図を黒木軍参謀長の藤井茂太に渡した。
- 歴戦の猛将であるだけでなく大の頑固者として名のとどろいていた野津の参謀長については、並大抵の人物の意見具申では聞き入れられまいと人選が難航した。そこで上原勇作ならば、知略、格（当時少将）ともに申し分なく、なにより野津の娘婿だから大丈夫だろうということで人事が決定した。しかし、名参謀の上原を以てしても野津を抑えきるのは容易ではなく、川村景明中将（当時）を激怒させて野津の身代わりに上原が２回叱責されている。
- 上原は17歳から野津家で書生をしていた。兄鎮雄が石本新六を支援していたことに対抗し、上原を陸軍幼年学校に入校させようとする。しかし、上原の年齢を失念していたため規定年齢（20歳）により入校は許可されなかった。あわてた野津は上原の年齢を１年誤魔化し、さらに編入という形で入校させている。上原の仏語の師であった武田成章が幼年学校長であったのが幸いした。士官学校に進学時、野津は上原に今後いかに工兵が重要となるかを説き「日本工兵をお前が創るのだ」と上原を工兵科に進学させた。それまで上原は砲兵科を希望していたため、同期生は皆驚いたという。野津の先見を証明するかのように、旅順要塞に対峙した乃木第3軍は工兵を上手く使えず苦戦を強いられた。大本営では乃木軍参謀長には砲術専門の伊地知幸介より、工兵の第一人者である上原の方が適任だったとして、野津軍の姻戚人事と乃木軍の藩閥人事を恨んだ（もっともこの当時、要塞攻撃に対する坑道掘進術は未熟だったと上原自身が述懐している）。
- 野津は満洲でよく狩りをして、鹿や兎の生き血を「胆力がつくから」と飲み、部下にも勧めて閉口された。そのような時「自分が若い頃は処刑者が出ると聞いたら飛んでいって、死体から生肝を取り出して食べたものだ」と嘘とも本当ともつかぬことを言って笑い飛ばしたという。
- 日清戦争までの野津は奇襲を得意としていたが、肉弾戦だけに味方の被害も少なくなかった。日露戦争になるとその時の教訓を活かして、無理攻めは極力せず相手の隙をついての一気強襲という作戦で一貫した。結果、日露戦争終期の奉天会戦においてもっとも戦力を保持していたのは野津第4軍であり、満身創痍の黒木第1軍に代わって会戦の主力となった。
- 兵力の消耗を極力抑え、奉天会戦までを寡少な兵力でひたすら忍んで戦った野津であったが、ロシア軍が敗走し追撃戦となった際、予備兵を野津軍に編入するまで待機せよと命ずる総司令部に対し、ついに「予備の兵など一兵も要らぬ！俺が行く！」と大喝し、猛将健在を知らしめた。
- 野津は日露双方から退却将軍とまで罵られた敵将アレクセイ・クロパトキンの撤退の鮮やかさに一目置いており、「これは撤退戦術であるから」と決して深追いはしなかった。また、戦後クロパトキンが軍法会議にかけられるという報せを聞いたときには「そもそも閣下は開戦に反対だったと聞く。それでも満州で指揮を取って立派に戦ったのに、負けたからと処罰されるのはあまりに気の毒だ」と憤慨したという。
- 乃木希典が学習院学長時代、「良家の淑女写真コンテスト」という日本初のミスコンが行われ、学習院3年生（当時16歳）の末弘ヒロ子が優勝した。これに乃木は「自分の美しさを誇示するとは如何」と問題視しヒロ子を退学処分とした。ヒロ子は弁解をしなかったが、後にこの件はヒロ子の義兄が勝手に写真を応募したものであったという次第を知り、乃木は激しく後悔し中退者となったヒロ子の将来を案じて良縁を求めて奔走した。それを知った野津が「うちの長男（鎮之助・後の貴族院議員）でどうか」と申し出、望外の縁談で乃木の面目を保った。一方で鎮之助とヒロ子は以前から婚約しており、この逸話は乃木の名誉挽回のための創作という説もある。

## 栄典
位階
- 1874年（明治7年）2月18日 - 従五位[12]
- 1885年（明治18年）7月25日 - 従四位[13]
- 1886年（明治19年）10月20日 - 従三位[14]
- 1894年（明治27年）6月30日 - 正三位[15]
- 1899年（明治32年）12月20日 - 従二位[16]
- 1908年（明治41年）10月18日 - 正二位[17]

爵位等
- 1884年（明治17年）7月7日 - 子爵[18]
- 1895年（明治28年）8月5日 - 伯爵[19]
- 1906年（明治39年）1月31日 - 元帥[20]
- 1907年（明治40年）9月21日 - 侯爵[21]

勲章等
| 受章年                     | 略綬 | 勲章名                   | 備考 |
| -------------------------- | ---- | ------------------------ | ---- |
| 1882年（明治15年）12月29日 |      | 勲二等旭日重光章         |      |
| 1889年（明治22年）11月25日 |      | 大日本帝国憲法発布記念章 |      |
| 1893年（明治26年）5月26日  |      | 勲一等瑞宝章             |      |
| 1895年（明治28年）8月5日   |      | 旭日大綬章               |      |
| 1895年（明治28年）8月5日   |      | 功二級金鵄勲章           |      |
| 1895年（明治28年）11月18日 |      | 明治二十七八年従軍記章   |      |
| 1906年（明治39年）4月1日   |      | 功一級金鵄勲章           |      |
| 1906年（明治39年）4月1日   |      | 旭日桐花大綬章           |      |
| 1906年（明治39年）4月1日   |      | 明治三十七八年従軍記章   |      |
| 1907年（明治40年）9月21日  |      | 貴族院議員章             |      |
| 1908年（明治41年）10月6日  |      | 大勲位菊花大綬章         |      |

外国勲章佩用允許
| 受章年                    | 国籍                         | 略綬 | 勲章名                             | 備考 |
| ------------------------- | ---------------------------- | ---- | ---------------------------------- | ---- |
| 1885年（明治18年）2月10日 | イタリア王国                 |      | 王冠勲章グランデ・ウッフィチャーレ |      |
| 1885年（明治18年）2月10日 | ロシア帝国                   |      | スタニスラウス第一等勲章           |      |
| 1885年（明治18年）2月10日 | オーストリア＝ハンガリー帝国 |      | 鉄冠第二等勲章                     |      |
| 1885年（明治18年）2月10日 | ドイツ帝国                   |      | 王冠勲一等勲章                     |      |
| 1885年（明治18年）2月10日 | フランス共和国               |      | レジオンドヌール勲章コマンドゥール |      |
| 1905年（明治38年）2月27日 | 大清帝国                     |      | 頭等第三双竜宝星                   |      |
| 1906年（明治39年）2月13日 | ドイツ帝国                   |      | ホーエンツォレルン家剣付第一等勲章 |      |
| 1906年（明治39年）7月13日 | ドイツ帝国                   |      | 剣付赤鷲大綬章                     |      |
| 1907年（明治40年）6月13日 | 大韓帝国                     |      | 李花大勲章                         |      |

## 親族
- 父 野津鎮圭（1846年死去）
- 母 柏木美世（1851年死去）
- 継母 野津国子（兄 野津鎮雄の妻、1918年死去）
- 兄 折田三之丞（叔父折田氏養子、1834年死去）
- 兄 野津鎮雄（陸軍中将）
- 妻 野津登女子 （高島喜兵衛の娘(陸軍中将高島鞆之助の妹、1919年死去)
- 長男 野津鎮虎（1876年生、1900年死去。明治13年、少尉に任官した上原とともに撮影されている中央の少年、右は鎮雄、左は槙子）[34]
- 二男 野津鎮雄（陸士12期[35]　騎兵大尉、1878年生、1907年1月4日死去[36]）
- 三男 野津鎮之助（侯爵・陸士15期　砲兵少佐、1883年生、岳父に末弘直方）
- 四男 野津鎮彦（陸士22期　砲兵少佐、1888年生）
- 長女 上原槙子（元帥陸軍大将　上原勇作の妻、1873年生）
- 次女 林栄子（日本郵船専務　林民雄の妻、1880年生）
- 三女 野津富子（夭折、1882年死去）
- 四女 池田輝子（日清生命保険社長　池田龍一の妻、1885年生）
- 五女 三浦美都子（名古屋電灯初代社長・三浦恵民長男・恵一の妻、1889年生）[11]
- 孫 大原真佐子（実業家大原総一郎の妻）
- 孫 浜口美智子（ヒゲタ醤油元社長11代浜口吉右衛門久常の妻）